# Майдан Ринок (Луцьк)
Майда́н Ри́нок — один із найстаріших та історично найважливіших майданів Луцька, розташований в історико-культурному заповіднику «Старому Луцьку». З нього беруть початок вулиці Данила Галицького, Драгоманова та Йова Кондзелевича. Ринок дотичний до майдану Братський Міст.
Майдан виник в епоху пізнього середньовіччя, значно розвинувся після надання місту Магдебурзького права. Він був основним економічним плацдармом міського суспільства Луцька та відігравав значення соціально-політичного ядра міста — тут знаходилися органи міського управління, відбувалися громадські та інші зібрання. Тут відбувалися торги з багатьма містами Європи та Сходу. Поряд із Ринком були найпрестижніші та найбагатші райони міста. Майдан неодноразово потерпав від пожеж. В середині XVIII століття ситуація змінилася. Згоріла ратуша і Ринок почав забудовуватися; майдан усе більше втрачав своє колишнє значення ядра магдебурзького міста. Перед Другою світовою тут ще відбувалися торги, після чого майдан припинив своє економічне існування.
Сьогодні майдан відреставрований.

## Історія

### Географія місцевості та перші поселення

Стратиграфічний переріз Ринкового пагорба

Згідно з геологічними дослідженнями, центральний пагорб луцького передмістя у допоселенський період розташовувався невисоко над рівнем води річки Стир і міг затоплюватися. Але з часом, коли вода у річці спадала, територія пагорба збільшувалася. Вже у VIII–IX століттях ця частина постійно входила до складу міста, що показали археологічні дослідження культурного шару глибиною до 7 м. Найдавніші нашарування — рештки дерев'яного житла каркасно-стовпової конструкції та кераміки вказаних століть. В цьому шарі також зафіксоване значне підняття рівня води у IX-Х століттях. В інших регіонах Європи приблизно у цей же період спостерігалися значні повені.
Із Х століття намиви на цій частині міста не фіксуються, тож тут відновилася активна життєдіяльність. У пізнішому нашаруванні XII-ХІІІ століть знайдений пласт згарища, який, найімовірніше, відповідає періоду монголо-татарської навали.

### Зародження економічного та політичного ядра міста

Знайдені вироби XIII століття: 1 — дерев'яна різьблена посудина, 2 — виріб із бурштину, інше — скляні вироби

Початок постійного заселення ринкового пагорба формується з кінця Х століття. В той час тут вже існувала забудова напівземлянковими та землянковими спорудами каркасно-стовпової конструкції, характерної для міст Центральної Європи. У XII столітті тут зародилася активна торгівля, до якої долучилися як місцеве населення, так і купці, що пересувалися торговельним шляхом Захід-Схід, який проходив через Волинь. В цей час Луцьк вів торгівлю із прибалтійськими містами. Під час розкопок в місті було знайдено скарб із німецьких денаріїв та вендок цього періоду. Пізніше були знайдені вироби з бурштину. До знахідок також належать візантійські монети невідомих типів, що свідчить про торгівлю з Візантією.

### Нове піднесення. Містобудівний аспект
У XIII столітті Луцьк попри політичні негаразди і залежність від Орди зазнає певного економічного піднесення. Регулярна забудова ринкового пагорба починається саме в цьому столітті. Сітка основних вулиць, сформованих у той період, збереглася донині. Ринковий пагорб розташовувався посередині укріпленого району. Навколо нього розміщувалися будинки та майстерні найбагатших ремісників та інших міщан. Під час розкопок було знайдене двокамерне житло каркасно-стовпової конструкції з дерев'яною підлогою, де містилися рештки золотарського виробництва.

#### Шевський ґрунт

Вироби XIV—XVII століть із шевського кварталу

Принаймні, з XIV століття у тому куті Ринку, який прилягав до майдану перед Воротньою вежею Окольного замку, розташовувався шевський ґрунт. Це був район, де проживала шевська громада міста. Рештки забудови шевського кварталу заглиблені на 4-5 м. На цій глибині у шарі знаходиться чимала кількість відпрацьованої дубильної суміші, обрізків вичиненої шкіри і фрагментів шкіряного взуття, за яким можна реконструювати вироби. Під час розкопок виявили також зрубне житло і пивницю, які об'єднувалися в єдину шевську садибу. Знайдено шматки посуду, мископодібні кахлі, дерев'яні ґонти, обкладинка книги зі слідами застібок та завісів, діжка. Пивниця мала оригінальну конструкцію. Кутові дубові стовпи, прямокутно стесані, знизу загострені, з'єднувалися поперечними балками, що притискали до ґрунтових стін обшивку з клиноподібних у перерізі дубових дощечок, які заходили одна в одну, як риб'яча луска.

#### Ринкові храми
До шевського ґрунту належала церква Івана Хрестителя, яка була цеховим храмом. Дослідники зауважують, що цехові утворення мали багато спільних рис із пізнішими релігійними братствами, які формувалися навколо храму. У XV столітті в містах Великого князівства Литовського поширився звичай створювати католицькі парафіяльні братства, що постали в Луцьку у пізніший період.

Церква Івана Хрестителя була споруджена на зламі XIII-XIV століть. Це був один із храмів, що розташовувалися по кутах Ринку. На захід від церкви Івана Хрестителя стояла Покровська церква.
У північній частині ринку біля Глушецької переправи височіла церква Святого Лазаря із відомим руським шпиталем. Існування трьох храмів найближче до Ринку узгоджується із концепцією трикутного Ринку в Луцьку. Проте в Литовській метриці 1498 року Ринок фіксується чотирикутним із розмірами 40×80 м. На четвертому куті стояв храм, який потім використовувався як костел Святого Якова. Неподалік цього костелу (території мали спільну огорожу в певний час) стояла вірменська церква Святого Стефана, однак вона ринковою ніколи не була.
Тож концепція геометричної форми Ринку поки не знайдена вирішеною в літературних джерелах. Опис храмів див. у Додатку.

#### Загальна забудова Ринку

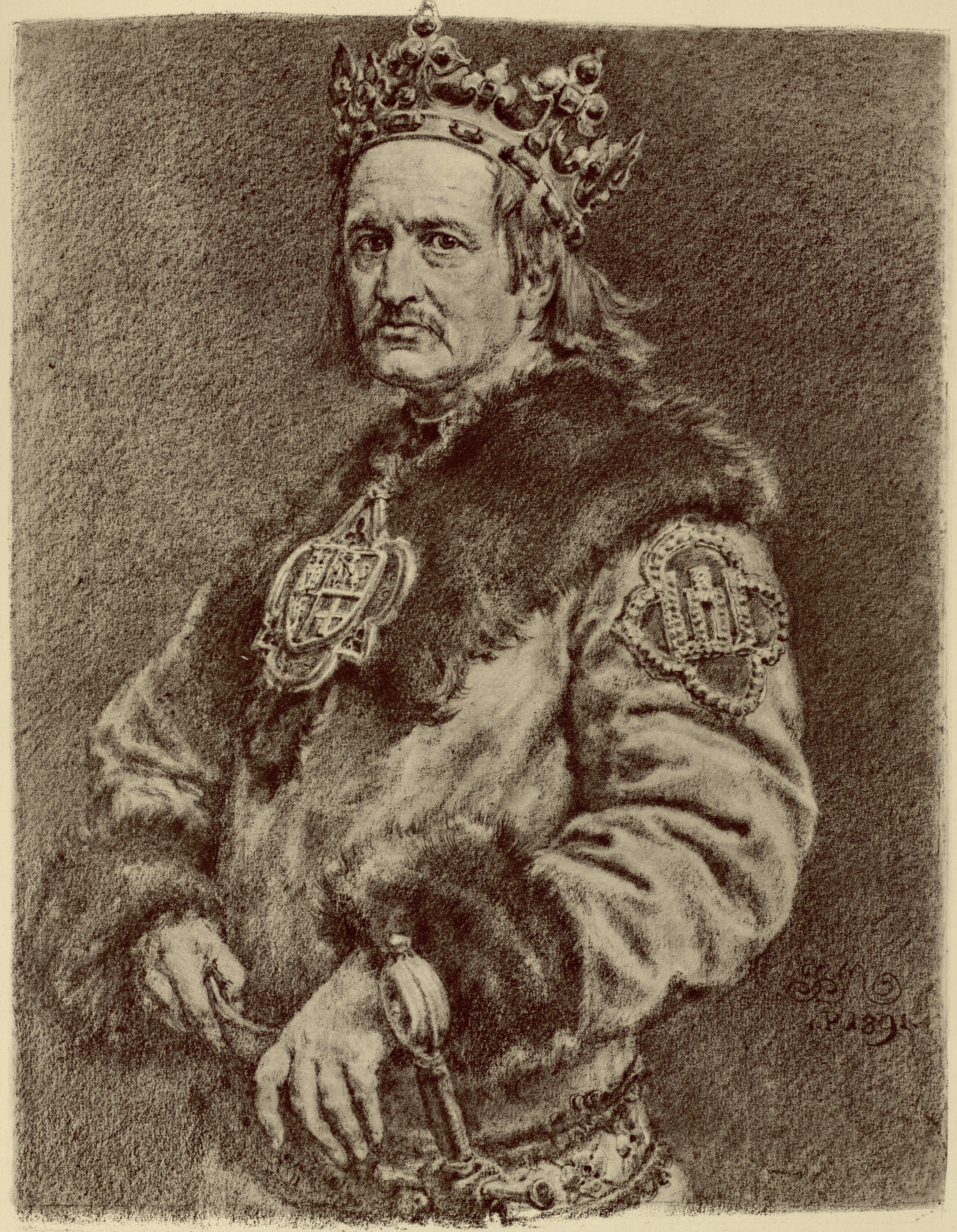
Владислав II Ягайло надав Луцьку Магдебурзьке право

Від часу XIII століття, коли Луцьк почав відігравати все більше значення в політичному плані, посилилася культурна взаємодія із містами Центральної Європи. Саме місто ділилося на типові квартали, які формувалися навколо своїх головних храмів. Місто було оточене кількома оборонними кільцями, а система фортифікацій, фактично, перетворила місто з замками на суцільну твердиню. Планувальна структура міста перейшла від відкритого руського типу до закритого європейського. Існування майдану Ринок як центру власне міста з його типовими рисами узгоджувалося з цивілізаційною зміною культури міста на західний тип. В забудові це проявилося у швидкій появі перших кам'яниць на вулицях Троїцькій та Ринковій, яка виходила на Ринок. Від багатьох тих кам'яниць збереглися дво(три)поверхові підвали.
У 1432 році містові було надане Магдебурзьке право королем Ягайлом, що посилило тенденції. У 1492 році право було надане повторно великим князем Олександром Ягеллончиком. Так, згідно з ним на майдані Ринок мала постати ратуша, де б засідав міський уряд — магістрат — з судом, воскобійня та міська лазня. Достеменно невідомо, коли саме була збудована ратуша, — дослідники оперують лише фактом, що вона існувала на ринковому майдані.

### Нове піднесення. Економічний аспект

#### Магдебурзьке пожвавлення як найвищий розвиток міста
Магдебурзьке право, надане Луцьку в XV столітті, лише підсумувало та юридично закріпило тенденції, які визріли протягом попередніх століть. Соціальна зміна призвела до виокремлення активного середнього класу — міщан. Саме цей клас на широких теренах Європи із його подальшим розшаруванням на багатих і бідних був основною рушійною силою Відродження, соціально-психологічні конфлікти якого, згодом призвели до виникнення явища Реформації та сучасного капіталізму. Зазвичай це були ремісники та купці. У планувальній структурі міста вони займали відособлене місце, яке розташовувалося за західною стіною Окольного замку. Натомість привілейованим соціальним категоріям заборонялося проживати у місті. Духовенство, члени уряду, князі та магнати зазвичай жили саме на замковій території. Хоча деякі з них добивалися королівських дозволів на винятки для себе. Магдебурзьке право закріпило права та обов'язки міщанства, впорядкувавши його. Центром цих процесів став майдан Ринок, адже саме сюди була направлена основна частина Магдебурзького права. Ринок став відігравати роль центру політичного та економічного життя міста. Так, лучани створили свій виборний уряд — магістрат, який складався із двох палат: вищої судової Лави на чолі з війтом та нижчої Ради на чолі з бурмістром. Також були встановлені власні торгові міри і ваги для товарів. Ринок облаштували не тільки для торгівлі, а й для проведення громадсько-політичних заходів. На майдані оголошувалися королівські і магістратські розпорядження, відбувалися страти та різні зібрання. В ратуші також засідав спеціальний суд, який розглядав конфлікти із приїжджими купцями. Надано також право на щорічне проведення трьох двотижневих ярмарків.

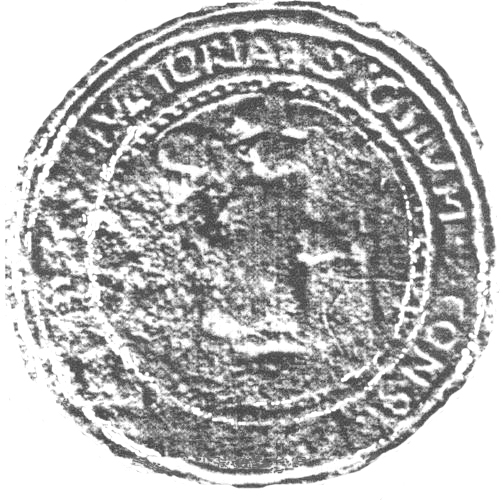
Міська печатка XVI—XVII століть

Все це спонукало ще більший розвиток міста. Судові справи, торгівля, користування мірами, воскобійнею, лазнею, будинками, які належали магістратові й здавалися ним в оренду, приносили чималі прибутки, які йшли на оплату праці чиновників, благоустрою та інших міських потреб. Це забезпечувало економічну незалежність міста від Замку.
Одним із привілеїв лучан було складське право. Воно також приносило містові чималі прибутки. Так, польські та німецькі купці, які прагнули торгувати з Золотою Ордою, мали право складу в Луцьку, про що ідеться в листі Любарта від 1379 року до львівських купців. Також місто мало право складу східних товарів. Суть складського права, окім зберігання товару, полягала в тому, що прибулі до Луцька купці не мали права продавати свій товар вроздріб. А лише гуртом місцевим купцям за визначеними цінами, а ті вже у свою чергу вроздріб місцевому населенню. Багаті луцькі купці володіли монополією на продаж деяких східних і південних товарів на різних ринках Європи.

#### Торги і ярмарки

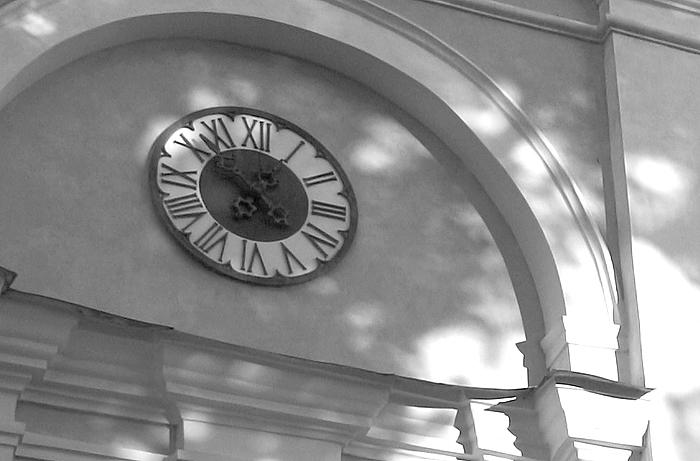
Один з годинників старого Луцька

Отже, за Магдебурзьким правом, місту надано можливість проводити 3 двотижневі великі безмитні ярмарки щороку. До початку ярмарку майдан пустував. Він зазвичай починався опівдні. Коли годинник на ратуші пробивав 12 годину, відчинялися міські брами, що розташовувалися на Троїцькій та в кінці Ринкової вулиць. Від міського річкового порту, який знаходився біля Глушецького моста, і від цих брам сходилися люди на ярмарок. Біля ратуші стояли представники міського уряду й оголошували ціни на основні товари, а також виконували інші функції: ставили печатки, перевіряли ваги тощо. Після цих перевірок починалися торги. Після торгів місцеві та закордонні купці розходилися по шинках та пивницях. Тож, щорічні ярмарки були не тільки економічним заходом, а ще й святковим.
Міські ж торги відбувалися двічі на тиждень — у понеділок та четвер. У XVI столітті були такі ціни на деякі товари. Шапка — 6 литовських грошів, чоботи — 20, свита — 35, одна хлібина — 0.2, курка — 1.5, гуска — 3, вівця — 12, теля чи свиня — 20, дворовий пес без породи — 150, мисливський — 300. Турецький та німецький одяг коштували удвічі дорожче. Окрім цих товарів, а також специфічних закордонних із різних напрямів торгівлі, на Ринку торгували інструментами, кінською збруєю, лицарськими обладунками, зброєю, металом, склом, пивом, зерном, овочами, фруктами, прянощами, сіном, дровами, сіллю та багатьма іншими товарами.

#### Гроші

Денарій Вітовта

У XIV—XV століттях Ринок міста був насичений різними монетами, які відображали напрями торгівлі та політичні зв'язки Волині. Так, було багато гривень київського та новгородського типів, золотоординські монети та соми, празькі гроші, литовські денарії, польські монети. Лучеськ мав свій монетний двір, в якому у 1385—1388 роках, за правління Вітовта, карбувалися монети Великого князівства Литовського типу спис-колумна. В монетному дворі також ставили контрмарки на золотоординські монети. 

#### Напрями торгівлі
У XIII-XV століттях Луцьк був великим центром транзитної торгівлі. Під час археологічних розкопок знайдені численні предмети з різних країн та культур.

Кашинова миска з Луцька

- Схід, Золота Орда, Причорномор'я. Це був дуже важливий напрямок торгівлі Луцька. Серед знахідок — полив'яний керамічний посуд, скляні вироби, плоди кокоса[22], вироби з самшиту, візантійські мідні монети, кашинний керамічний посуд. На посуді тоді зображали рослинні та геометричні орнаменти, хрестоподібні та радіальні мотиви, схематичні зображення звірів, птахів, зі штампованим орнаментом. Під кутом одного з будинків у районі Ринку була знайдена кашинова миска з синьою поливою та фігурю всередині. Подібна миска походить зі столиці Золотої Орди Сарай-Берке[23], інша схожа чаша XIII століття — з Ані[24].

Шахові фігурки, знайдені в Луцьку

- Міста Ганзійського союзу. Луцьк підтримував економічні зв'язки із Ганзою. У 1341 році мешканці Торуня отримали право торгівлі в місті[25]. Сюди ввозили товари з торунського митного реєстру середини XIV століття. У 1374 році торунський радник Т. фон дер Лінде відправив до Луцька партію фламандських тканин. Один із торунських купців, родич Миколи Коперника за лінією матері із роду Ватценроде, у 1386 році, приїхавши в Луцьк у справах, помер з якоїсь причини[26]. Серед знахідок трапляються приклади «рейнського кам'яного товару» з ганзійських міст, рідкісних у Східній Європі[27]. Також про торгівлю з Ганзою свідчать шахові фігурки, знайдені на дитинці[28].

Середньовічне кресало з драконами

- Центральна та західна Європа. Окрім міст, що входили до Ганзи, Луцьк торгував із іншими європейськими містами та країнами. Із Франції до міста йшли вовняні та шовкові тканини, вино, цукор, золоті і дорогоцінні речі, оселедці, аптекарські товари. З Угорщини — вино, мідь, ножі. З Чехії — сукна. А з Луцька на захід вивозили мед, віск, рибу, хліб, худобу, шкіру, смолу, дьоготь тощо. Луцьк кілька століть був основним центом торгівлі хлібом на Волині[20]. Також була знайдена річ, яка походить із раннього середньовіччя. Це кресало з бронзовою ручкою у вигляді двох драконів, які ковтають свої хвости. Тісною була торгівля із найближчими містами: Люблін, Краків, Львів, Кам'янець та багато інших.

Традиційним залишався руський напрямок торгівлі: Псков, Новгород, Москва.

### Ринок у XVII—XVIII століттях

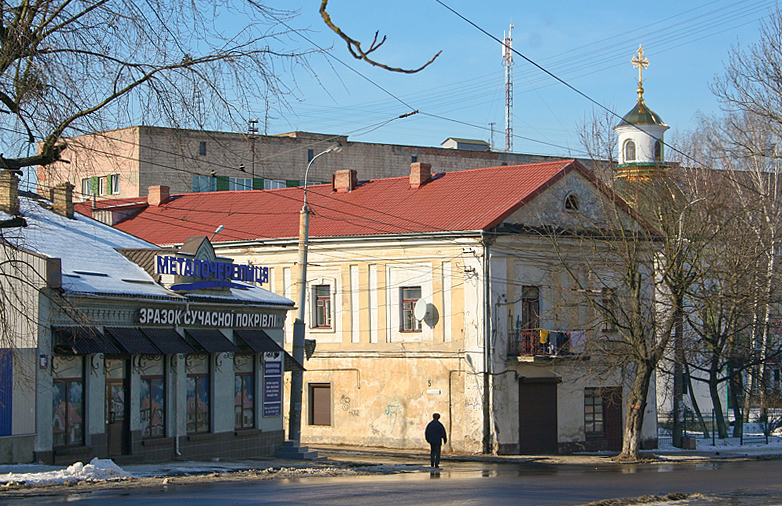
Братський комплекс XVII ст. в кінці сучасного Ринку

На початку XVII століття замість Лазарівської церкви із руським шпиталем, який згорів, почалося будівництво архітектурного комплексу Луцького братства. Спочатку споруди були дерев'яні. До середини століття комплекс вже був збудований мурованим і містив храм та приміщення монастиря і школи.
Покровський храм згорів на початку цього століття і стояв руїною до 1625 року, коли його розібрали повністю. У 1637 році храм був відбудований з нуля.
У 1702 році на майдані було страчено Данила Братковського шляхом відрубання голови. Всередині століття згоріла ратуша і не була відновлена.
Загалом на майдані Ринок впродовж цих століть змін майже не було. У 1781 році він постраждав на загальноміській пожежі. Багато кам'яниць опинилися зруйнованими. Південна частина Ринку почала забудовуватися будинками. Це узгоджувалося із загальними тенденціями королівства, яке економічно, політично і соціально розвалювалося. Річ Посполита вкінці XVIII століття була поділена між сусідніми імперіями.

### Припинення функціонування у XIX-ХХ століттях

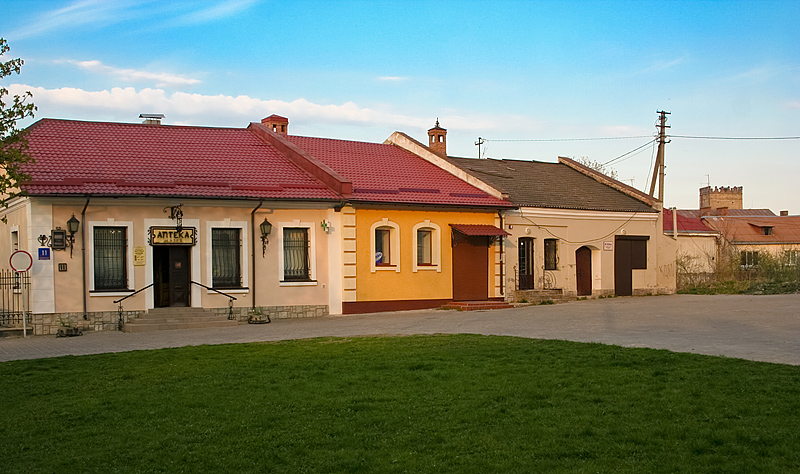
Довга Ринкова кам'яниця кінця XVIII ст.

У 1795 році Волинь була анексована до складу Російської імперії. Магдебурзьке право було замінене. Ринок більше не відігравав вагомого значення для політичної та економічної могутності міста, як в епоху Відродження. Більше того, хоча перші десятиліття Волинь мала певну автономію, але після 1830-х років все кардинально змінилося. Литовські статути, включно з Волинським, були ліквідовані, законодавство замінене на російське. Майдан за звичаєм використовувався просто як один із ринків. У 1845 році сталася нова пожежа, яка знову пошкодила давні кам'янці. Після ремонту в одній із них брати Адам та Петро Злоцькі розмістили аптеку, яка діє донині. На східній частині майдану стояла міська гауптвахта.
У 1930-х роках на майдані ще відбувалися торги. Там були встановлені стаціонарні ряди. Під час Другої світової Ринок був включений у територію одного із трьох луцьких єврейських гетто. Під час погромів на майдані, як і на прилеглих вулицях, валялося понищене майно луцьких євреїв. У серпні 1942 року більшість в'язнів гетто були розстріляні.

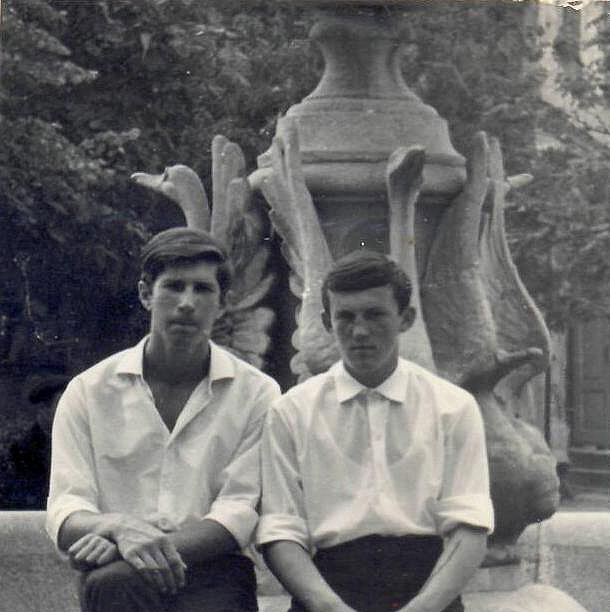
Фонтан з лебедями. 1950-ті

У 1950-х та на початку 1960-х на місці, де колись стояла ратуша, була збудована автобусна станція. А посеред майдану знаходився фонтан зі скульптурними зображеннями лебедів. Згодом автобусну станцію перенесли, а фонтану не стало. Більше того, міський топонім «Майдан Ринок» був втрачений — це був просто безіменний майдан на розгалуженні двох вулиць. У 1985 році був створений державний історико-культурний заповідник на території найстарішої частини Луцька. Це дало змогу в майбутні десятиліття підійти до проблеми регенерації майдану з позицій його збережності та відповідності історичній ролі. На початку 2000-х років була реалізована програма часткового відновлення Ринку — давні кам'яниці були відреставровані, майдан впорядковано. У 2001 році в центрі був споруджений пам'ятник на честь 2000-ліття Різдва Христового (архітектор — Т. Рабан, скульптор — М. Сівак). Майдан потрапив на офіційні карти міста.

## Сьогодні
Майдан Ринок в наш час є звичайним майданом заповідника — тут нема торгів, а органи міського управління давно винесені в інші частини міста. Жодних заходів масового характеру тут не проводиться. Зараз це один із двох майданів заповідника поряд із Замковим. Забудова переважно житлова. Тут знаходяться кам'яниці з підвалами XVI—XVII століть. Є кілька пам'яток архітектури національного значення, дотично розміщені до майдану: Братський комплекс та Покровська церква. На майдані знаходиться аптека-музей. Нумерації будівель з ринковими адресами немає. Всі будинки, що утворюють майдан, належать до вулиць Драгоманова або Данила Галицького і лише братський монастир — до вулиці Кондзелевича.

## Додаток
Опис храмів, які існували (існують) дотично до Ринку.
| Номер | Назва                                        |  | Дата існування                     | Короткі відомості |
| 1     | Церква Івана Хрестителя                      |  | XIII століття — 1584               | За керамічним матеріалом, знайденим під час розкопів церкви, вдалося продатувати споруду з дзвіницею XIII—XIV століттями. Підвалини церкви розташовані на глибині 5 м від сучасної поверхні. Поряд із храмом на глибині 6-7 м досліджено 19 поховань приходського цвинтаря. Згідно з документами у 1584 році храму вже не існувало. Інвентар 1607 року вказує, що дана церква стояла на міському Ринку. |
| 2     | Церква Святого Лазаря                        |  | ? — початок XVII століття          | Відомостей дуже мало. Знаходилася у нижній частині Ринку біля Глушецького мосту. Поряд церкви розміщувався відомий у документах XVI—XVII століть Руський шпиталь. На початку XVII століття він згорів. Місце було передане Луцькому братству, яке згодом спорудило тут свій комплекс. |
| 3     | Церква Воздвиження Чесного Христа (братська) |  | Початок XVII століття — досі існує | Збудована на місці Лазарівської церкви і Руського шпиталю. В певні періоди переходила до унії. Після пожеж 1761 та 1803 років храм майже повністю перетворився в руїну, окрім центральної абсиди, яка і збереглася до наших днів. |
| 4     | Костел Святого Якуба                         |  | Середина XVI століття — 1845       | Один із фарних костелів Луцька. У володінні плебанії були міські і заміські землі, також корчма. У 1648 році був пограбований козаками. Загалом костел був досить заможним. В другій половині XVII століття плебаном був луцький канонік Олександр Могильницький. У 1708 році — Петро Гулевич. У 1781 році перейшов під опіку ордену боніфратів. У 1845 році згорів і не був відновленим.               |
| 5     | Церква Покрови Пресвятої Богородиці          |  | 1637 — досі існує                  | Була збудована наново на місці попереднього храму у 1630-х роках. Звідси походить ікона Волинської Богоматері. У 1873—1876 роках храм було добудовано до його сучасного вигляду. |

## Галерея

Зразки кахлів XV-XVII століть
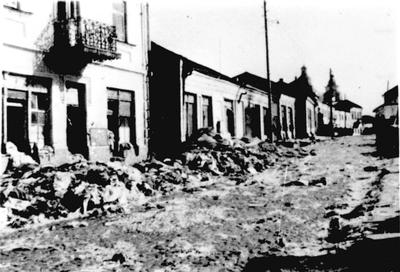
Гетто у 1942 році
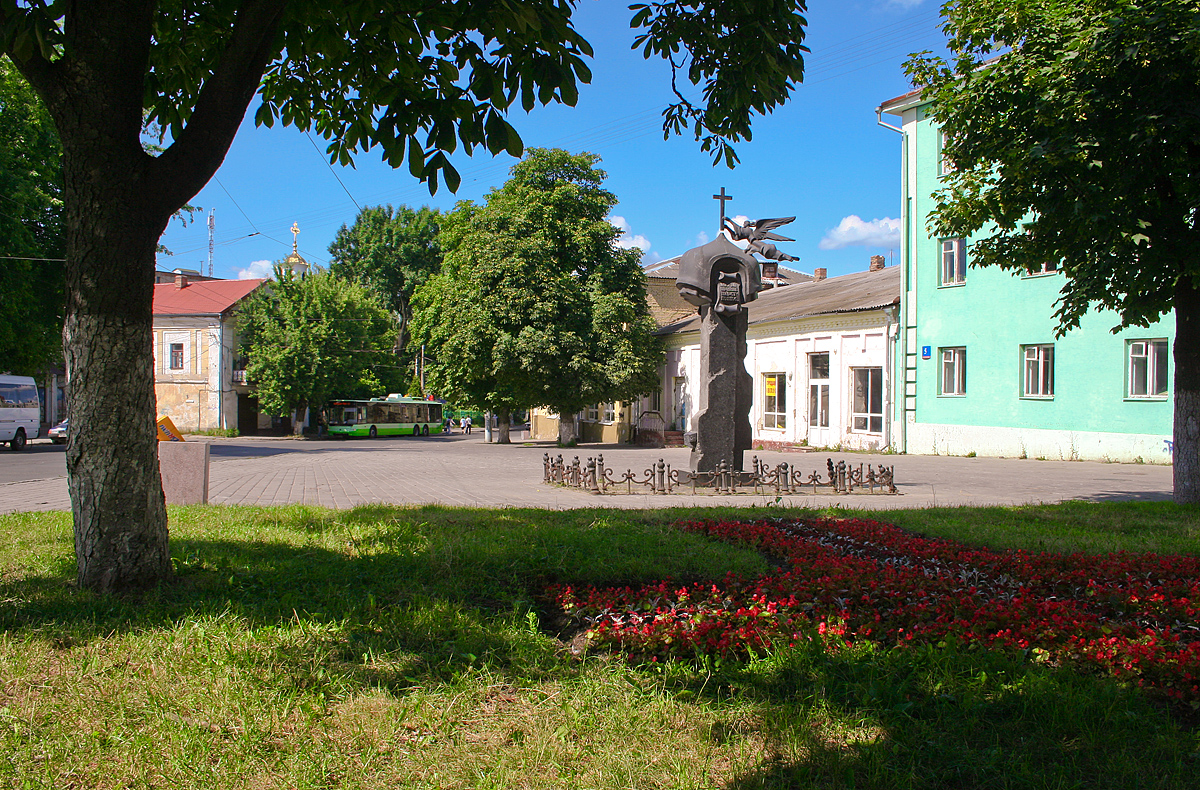
Знак 2000-ліття Різдва Христового
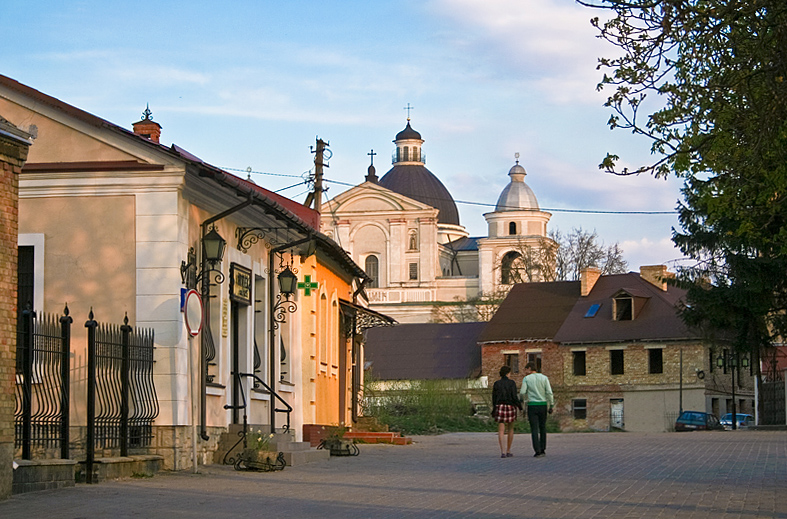
Вигляд з Ринку на латинську кафедру
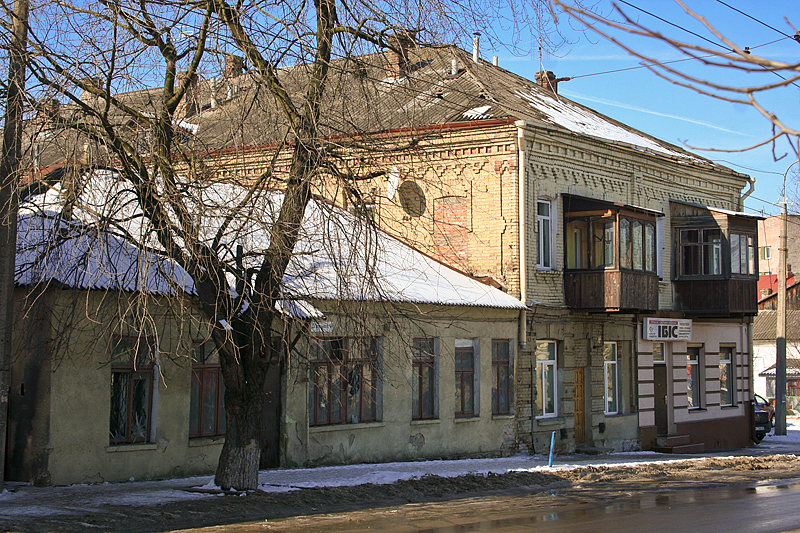
Західна сторона
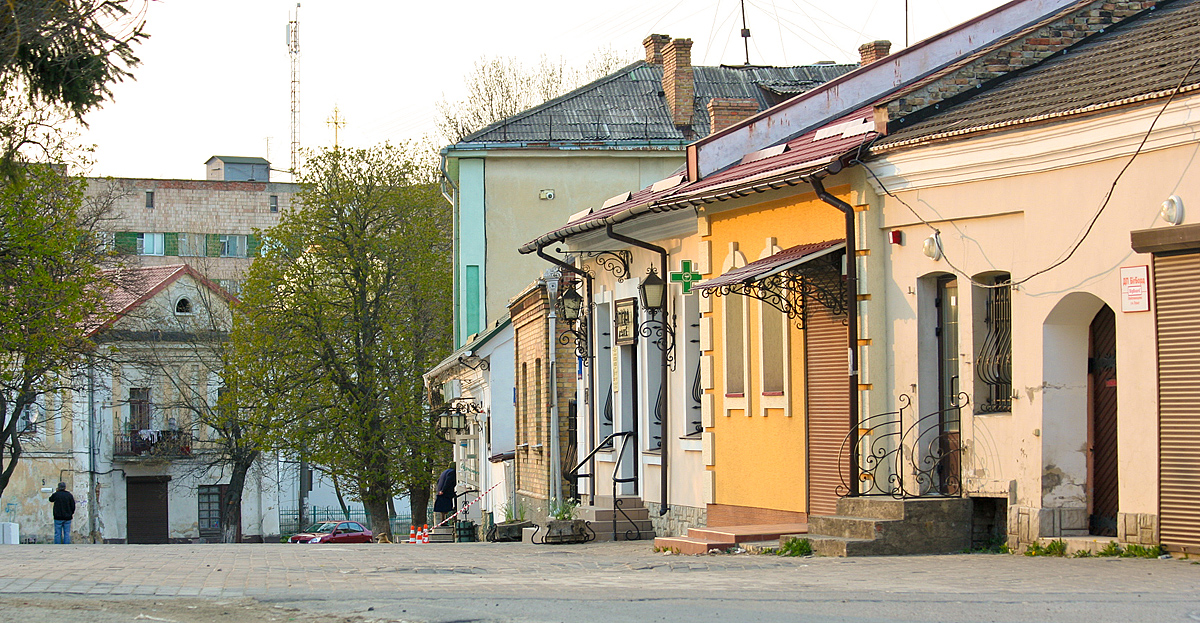
Старі кам'яниці
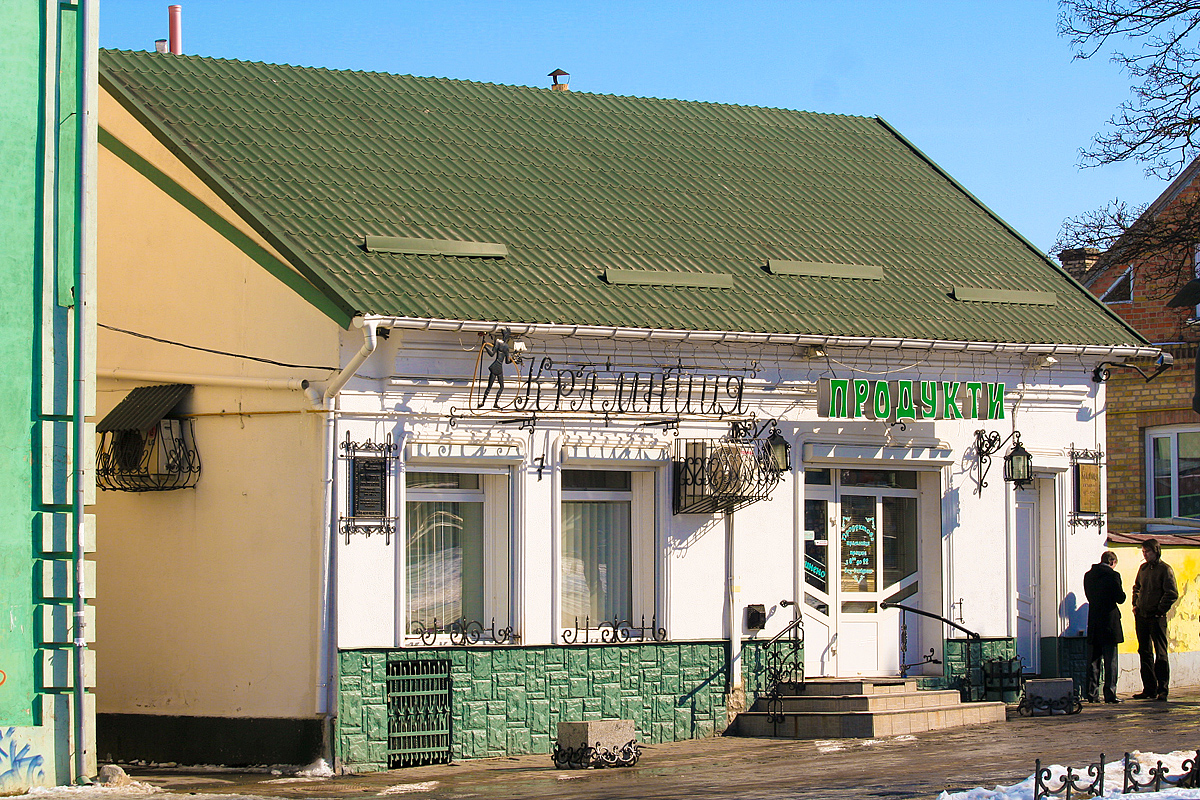
Ринкова кам'яниця XVI—XVII століття